# Oralni seks
Oralni seks ili oralni snošaj predstavlja seksualnu aktivnost koja se izvodi ustima (usnama, jezikom, zubima i grlom) radi stimuliranja partnerovih genitalija.
Postoje 3 podvrste oralnog seksa:
- Kunilingus – oralni seks koji se izvodi nad ženom
- Felacija – oralni seks koji se izvodi nad muškarcem
- Anilingus – oralni seks kojim se stimulira partnerov anus

Ljudi upražnjavaju oralni seks ili kao dio predigre ili kao cijeli seksualni čin.